# Libra (logiciel)
Pour les articles homonymes, voir Libra.
Libra (Logiciel Intégré de Bibliothèque en Réseau Automatisé), est un logiciel qui constituait le système de catalogage partagé du Ministère de la Culture, principalement destiné aux bibliothèques centrales de prêt (BCP), mais aussi aux bibliothèques municipales (volontaires pour utiliser ce logiciel), dans les années 1980.

## Origine
L'origine du projet est le Plan informatique de l'administration française adopté par le gouvernement en 197X et dont les ambitions post-gaullistes embarquaient un soutien aux champions français de l'informatique et particulièrement Bull, alors sous contrôle public. En réponse à la demande, le Ministère de la Culture se dote d'un centre informatique situé à Louveciennes et recrute une équipe de développeurs dirigée par Michel Bottin. Divers applicatifs spécifiques sont mis en place : pour les musées et l'inventaire du patrimoine avec la base Malraux et pour les bibliothèques dont le Ministère a la gestion, les bibliothèques centrales de prêt, le système Libra. Divers modèles étrangers sont alors connus en particulier le système canadien Télécat-Unicat. Des développements complémentaires sont commandés à d'autres acteurs de l'informatique publics ou semi-publics

## Technologie et organisation
Il s'agissait d'un catalogage partagé en Unimarc, d'abord hébergé par un ordinateur Bull Multics, puis porté sous Unix. Il permet à des bibliothécaires qui ne se sont jamais vus de constituer un catalogue partagé, mais aussi de communiquer par messagerie, bien avant l'apparition d'Internet dans les bibliothèques. Divers usages parallèles se développent, comme DTV (= dénonce ton voisin), messagerie consacrée à la correction des erreurs de catalogage ou Cook, messagerie pour les échanges de recette de cuisine. Libra souffre de la lenteur des modems des années 1980 : 1 200 bit/s au maximum sur une technologie encore coûteuse (modem en bande de base et transmission par paquets) et basée sur des tarifs télécoms encore ruineux (débuts de l'opérateur public Transpac). Il est souvent difficile de se connecter à la base aux heures de bureau et les pionniers de Libra inventent diverses stratégies : venir travailler le matin à 6 heures, le soir après 19 heures ou le week-end. Deux approches se dessinent rapidement : les pionniers, qui mettent un point d'honneur à cataloguer tout livre ne figurant pas dans la base et les profiteurs, qui, s'ils ne trouvent pas la notice recherchée, mettent leur livre de côté, pour tenter à nouveau leur chance quelques semaines plus tard.

## La fin de Libra
Si Libra permet de constituer un catalogue de qualité, il ne traite pas la principale préoccupation des BCP : le prêt. Quelques démonstrations du module de prêt ont lieu de façon expérimentale à la fin des années 1980 et le ministère de la culture achète une trentaine d'ordinateurs Bull DPS 7 à cette fin. Ils ne serviront en fait jamais. Il dote aussi les BCP utilisatrices de terminaux et de modems et en attribue parfois qui ne serviront jamais. Le développement prend beaucoup de retard, car il arrive qu'une prestation cruciale soit bloquée plusieurs mois chez le contrôleur financier ! L'arrivée d'un gouvernement réformateur en 1981 déséquilibre l'action du Ministère qui reçoit en gestion la BN dotée d'un projet qui faisait appel au canadien Géac et piétinait des principes de catalogage que Libra respectait scrupuleusement. La décentralisation des BCP, en 1986, alors que tous les modules ne sont pas opérationnels, sonne le glas de Libra. Le rapport de Francis Beck reproche au ministère de la culture de mener de front trois programmes d'informatisation distincts, à la BN, à la BPI et pour les BDP. La création de catalogues collectifs régionaux est un instant envisagée. Certains auront une existence réelle, mais brève, comme la base Accord (Rhône-Alpes), Notix (Ile-de-France) ou Nadal (Midi-Pyrénées).
Finalement, le logiciel Libra est cédé à la Sinorg, encore une entreprise à capitaux publics, qui embauche une partie du personnel de développement, tandis que les bases des BCP sont sauvegardées sur bande magnétique et remises aux établissements qui en font la demande. Les BCP s'informatisent progressivement, un peu avec Libra-Sinorg (10 BDP bénéficient du logiciel gratuitement, dans le cadre des accords de cession de Libra par le ministère à la Sinorg), puis surtout avec d'autres logiciels, principalement Opsys, MultiLis et Orphée.

## Mémoire
(février 2025).
Si vous disposez d'ouvrages ou d'articles de référence ou si vous connaissez des sites web de qualité traitant du thème abordé ici, merci de compléter l'article en donnant les références utiles à sa vérifiabilité et en les liant à la section « Notes et références ».
Libra a laissé des souvenirs contrastés. Christian Rogel, conservateur à la BDP du Finistère écrit en 2005 : « S'il fallait résumer d'une phrase, l'expérience de Libra, elle pourrait être cinglante : ce n'est pas la fonction d'un ministère de se prendre pour une société de services informatiques, mais dans le contexte des années 1970, cette évidence de maintenant ne l'était pas réellement. L'entreprise a surtout été victime de la balkanisation de l'administration française : il faut être dans un pays aussi suradministré que le nôtre pour ne pas avoir perçu que la seule voie aurait été que les deux ministères concernés, Éducation nationale et Culture unissent leurs efforts et que pourtant ils commencent par des applications limitées à un territoire dont les acteurs se connaîtraient sans vouloir créer un Grand Tout Central empêtré dans les arcanes ministérielles. L'échec a discrédité pour un temps l'idée du catalogage partagé en France, si bien que les universités ont dû se tourner vers l'américain OCLC (via le "Pancatalogue") pour bénéficier d'une base de données compréhensive. » D'autres soulignent que Libra a joué un rôle important dans la diffusion des formats en France.